# Brasier (téléfilm)
Pour les articles homonymes, voir Brasier.
Pour plus de détails, voir Fiche technique et Distribution.
Brasier est un téléfilm français d'Arnaud Sélignac, diffusé en 2005 sur M6.

## Synopsis
Le 1er août, dans le Var la canicule fait rage. À la caserne de Draguignan, les pompiers professionnels sont en alerte permanente car les départs de feu sont quotidiens. 
Le colonel Pierre Larmont a sous ses ordres une centaine de pompiers, dont le lieutenant Anna Ortega, convaincue qu'une catastrophe est imminente. La jeune femme sait que les conditions sont réunies pour qu'un incendie éclate dans le Massif des Maures. 
Ses convictions se vérifient quelques jours plus tard : un pan du massif brûle sans qu'on puisse l'arrêter. 
Le 3 août, Anna prend le commandement des opérations et se lance dans un long combat contre les flammes...

## Fiche technique
- Réalisation : Arnaud Sélignac
- Scénario et dialogues: Samantha Mazeras, Arnaud Sélignac
- Dialogues : François Staal
- Directeur de la photographie : Michel Mandero
- Musique : François Staal
- Montage : Odile Bonis
- Son : Pierre Gauthier
- Production : GMT Productions, Kaliste Productions, M6[réf. nécessaire]
- Pays :  France
- Langue : français
- Durée : 105 min - France : 91 min
- Date de diffusion : 25 mai 2005 ( France)

## Distribution
- Emma Colberti : Anna Ortega
- Olivier Sitruk : Sylvain Jaurel
- Eric Savin : Le colonel Pierre Larmont
- Laurent Olmedo : Franck Cerda
- Christine Citti : Hélène
- Thierry Neuvic : Benjamin
- Cathy Darietto : Elise Cerda
- Christian Mulot: Alain Marsan
- Richaud Valls : Lucien Perrot
- Leny Sellam : Christian Baron
- François Briault : Rémy Baraduc
- Franck Victor : Fabien Berthier
- Luc Lavandier : Jean-Marc
- Tom Renault : Bastien
- Mathilde Blache : Salomé